# Wim Kremer
Willem (Wim) Kremer (Emmen, 7 november 1918 - aldaar, 23 juni 1997) was een Nederlands politicus.
Kremer was een veenarbeider uit Drenthe, die de CPN in de Tweede en Eerste Kamer vertegenwoordigde. Hij was daarnaast 27 jaar gemeenteraadslid in Emmen. Kremer kwam uit een arm gezin en moest al op 14-jarige leeftijd gaan werken, omdat zijn vader zonder werk zat. Hij was als Kamerlid vooral actief op het gebied van verkeer & waterstaat en de landbouw.
- Biografisch Portaal: 29903251
- Parlement.com: vg09ll2j68zi